# 郭基元
郭基元（韓語：곽기원），韓國電視劇導演。

## 作品

### 電視劇
- 2014年：KBS《布穀鳥巢》
- 2016年：KBS《閃耀的恩秀》

### 製作作品
- 2009年：KBS《薔花紅蓮》
- 2009年：KBS《全都給你》
- 2009年：KBS《媽媽也漂亮》
- 2010年：KBS《愛得好》

### 總製作作品
- 2009年：KBS《公主回來了》
- 2010年：KBS《成均館緋聞》
- 2011年：KBS《波塞冬》
- 2013年：KBS《乘著歌聲的愛情》
- 2013年：KBS《漂亮男人》

## 外部連結
- NAVER搜索 （页面存档备份，存于）